# Minuspio cirrobranchiata
Minuspio cirrobranchiata är en ringmaskart. Minuspio cirrobranchiata ingår i släktet Minuspio och familjen Spionidae. Inga underarter finns listade i Catalogue of Life.